# Internazionale Torino
Der Internazionale Football Club Torino (kurz Internazionale Torino) war ein italienischer Fußballverein aus Turin. Der Verein wurde 1891 gegründet und entstand als Fusion zweier 1887 gegründeter Turiner Vereine: Torino Football and Cricket Club und Nobili Torino. Damit gilt Internazionale als der älteste italienische Fußballverein, da er sich als erster Sportverein einzig dem Fußball verschrieb.
Die Mannschaft bestritt zudem das erste Freundschaftsspiel zwischen zwei italienischen Fußballvereinen. Am 6. Januar 1898 spielten Internazionale Torino gegen den CFC Genua auf dem Campo di Ponte Carrega in Genua. Internazionale gewann das Spiel, dank eines Treffers von Savage, mit 1:0. Das Spiel vermochte 208 Zuschauer zu mobilisieren, die Gesamteinnahmen betrugen 101,45 Lire.
Internazionale und der CFC Genua waren zu jener Zeit die beiden besten und auch ältesten italienischen Vereine. Als 1898 zum ersten Mal die italienische Fußballmeisterschaft ausgespielt wurde, trafen sich die beiden Mannschaften im Finale. Anders als im Freundschaftsspiel gewann diesmal der CFC Genua nach Verlängerung mit 2:1. Auch 1899 trafen sich die beiden Teams im Finale und auch diesmal hieß der Sieger CFC Genua, hier gewannen die Genuesen mit 3:1.
1900 fusionierte die Mannschaft mit dem FC Torinese, der neue Klub behielt den Namen FC Torinese. 1906 entstand daraus, nach dem Anschluss einiger Spieler von Juventus Turin um Alfredo Dick, der Foot Ball Club Torino, heute FC Turin.

## Sportliche Chronologie
- 1898: Finalist
- 1899: Finalist

## Ehemalige Spieler
- Herbert Kilpin